# Varzy
Varzy, hoofdplaats van het gelijknamige kanton, is een gemeente in het Franse departement Nièvre (regio Bourgogne-Franche-Comté). De plaats maakt deel uit van het arrondissement Clamecy. Varzy telde op 1 januari 2022 1.066 inwoners.

## Geografie

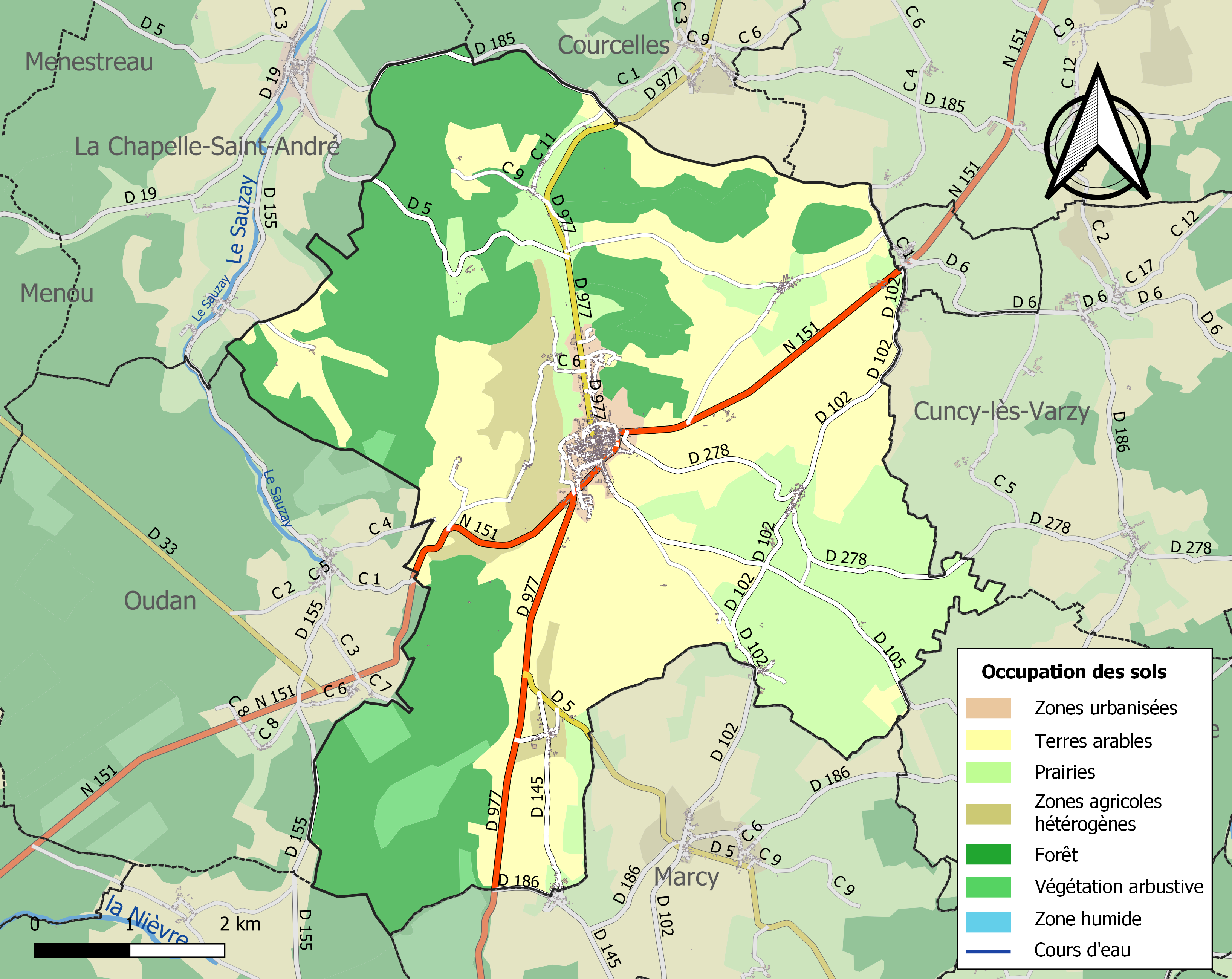
Kaart van de gemeente met de belangrijkste infrastructuur, bodemgebruik en omliggende gemeenten

De oppervlakte van Varzy bedroeg op 1 januari 2022 41,18 vierkante kilometer; de bevolkingsdichtheid was toen 25,9 inwoners per km². Varzy ligt halverwege Nevers, hoofdplaats van het departement Nièvre, en Auxerre, hoofdplaats van het departement Yonne. De plaats ligt 16 km van Clamecy, hoofdplaats van het arrondissement.

## Geschiedenis
In de Middeleeuwen was Varzy een bedevaartsoord van de heilige Eugénie van Alexandrië en van Sint Regnobert. Het was een halteplaats op de pelgrimsroute van Vézelay naar Santiago de Compostella.
Het was een versterkte plaats en bezat al in de 10e eeuw een kanunnikenkerk gewijd aan Sint Eugénie; deze kerk is tijdens de Franse Revolutie verdwenen.
De parochiekerk Saint-Pierre werd gebouwd tussen 1230 en 1280. De kerk is gotisch van stijl, maar de opstelling van zijn twee torens is nog typisch voor een romaanse kerk. De parochiekerk bezat sinds 1792 de kerkschatten van de kanunnikenkerk, maar helaas zijn die kerkschatten en de relikwieën in 2002 gestolen.
Varzy was eigendom van de bisschoppen van Auxerre. Zij hadden er een kasteel en stichtten begin 13e eeuw 3 km buiten Varzy de leprozerie van Vaumorin, waarvan de kapel Saint-Lazare nog overgebleven is.

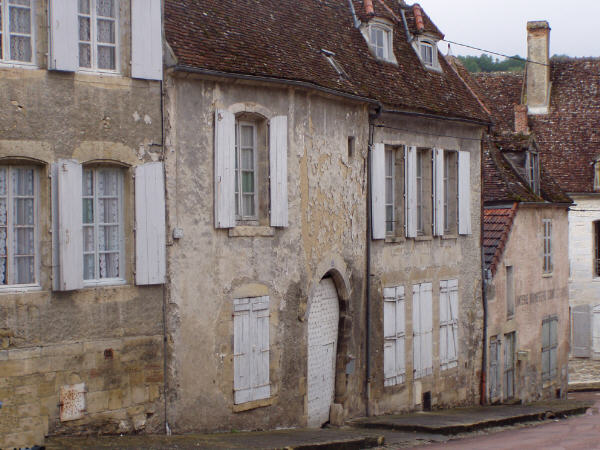
Oud straatje in Varzy
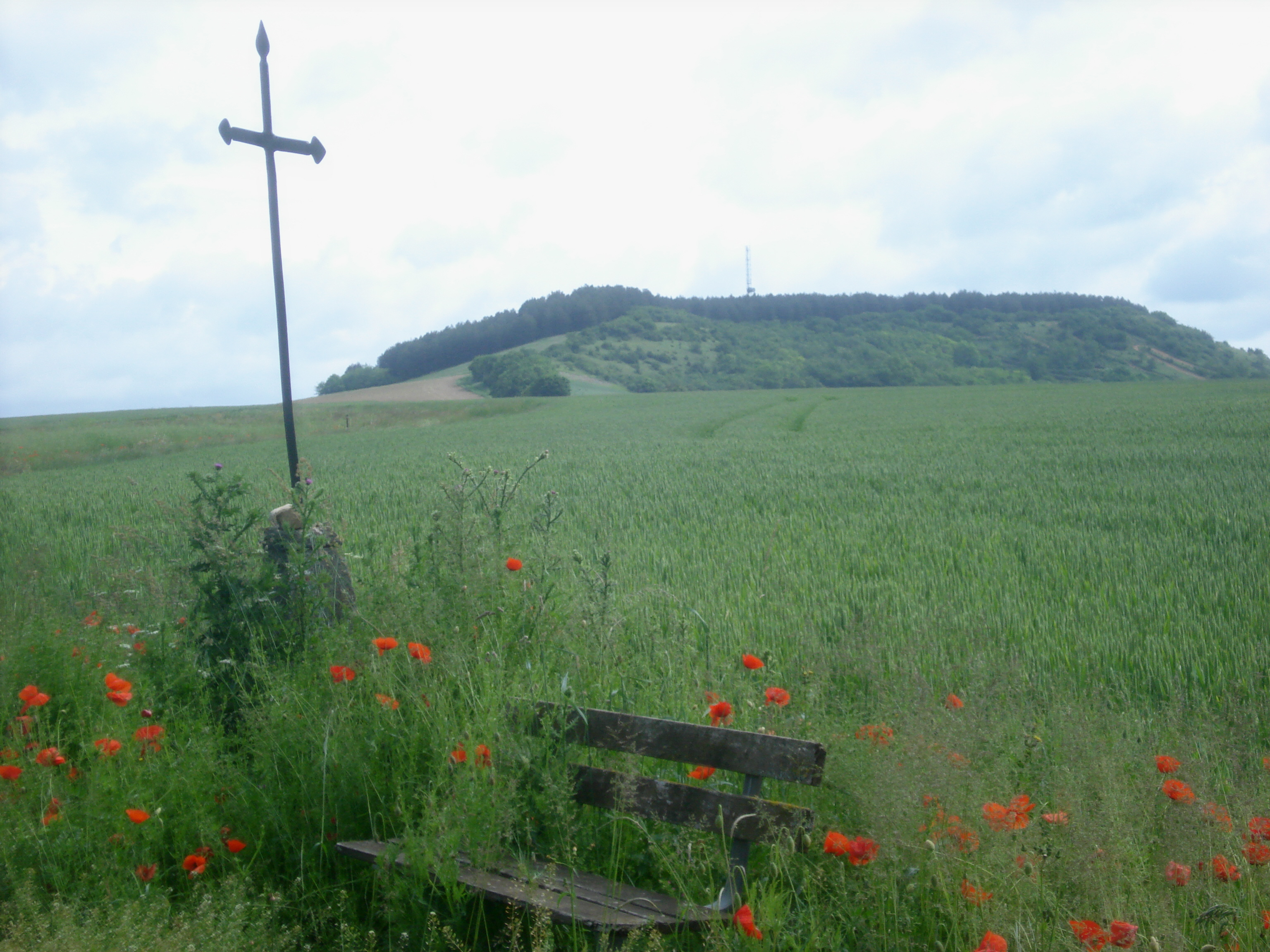
Varzay ligt aan de voet van de Mont Charlay
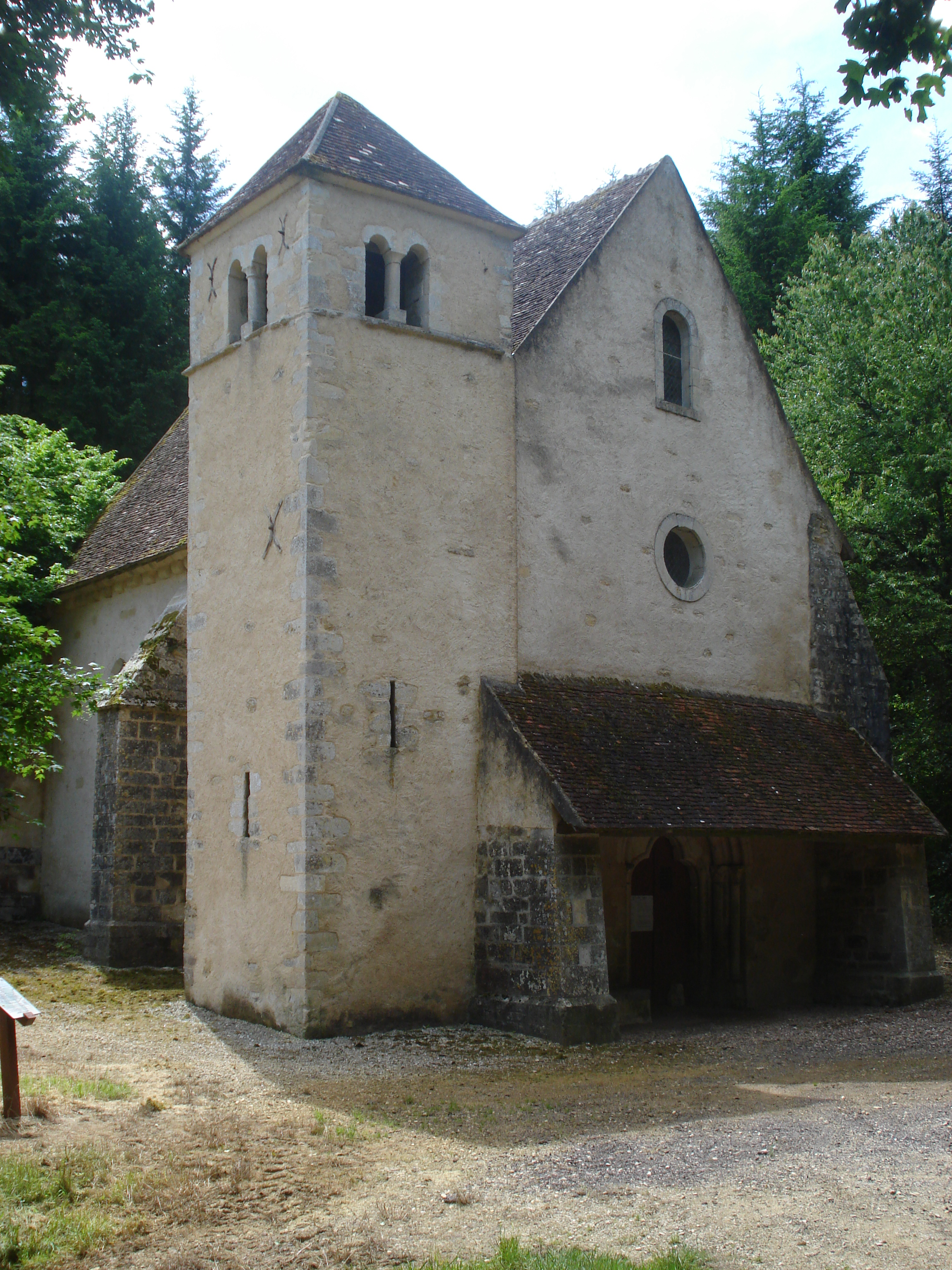
Varzy, de kapel St.Lazare

## Demografie
Onderstaande figuur toont het verloop van het inwonertal (bron: INSEE-tellingen).

## Geboren
- Claude Delangle (1797-1869), jurist en politicus
- Alban Chambon (1847-1928), architect